# Nephthytis poissonii
Nephthytis poissonii är en kallaväxtart som först beskrevs av Adolf Engler, och fick sitt nu gällande namn av Nicholas Edward Brown. Nephthytis poissonii ingår i släktet Nephthytis och familjen kallaväxter. IUCN kategoriserar arten globalt som livskraftig.

## Underarter
Arten delas in i följande underarter:
- N. p. constricta
- N. p. poissonii

## Bildgalleri

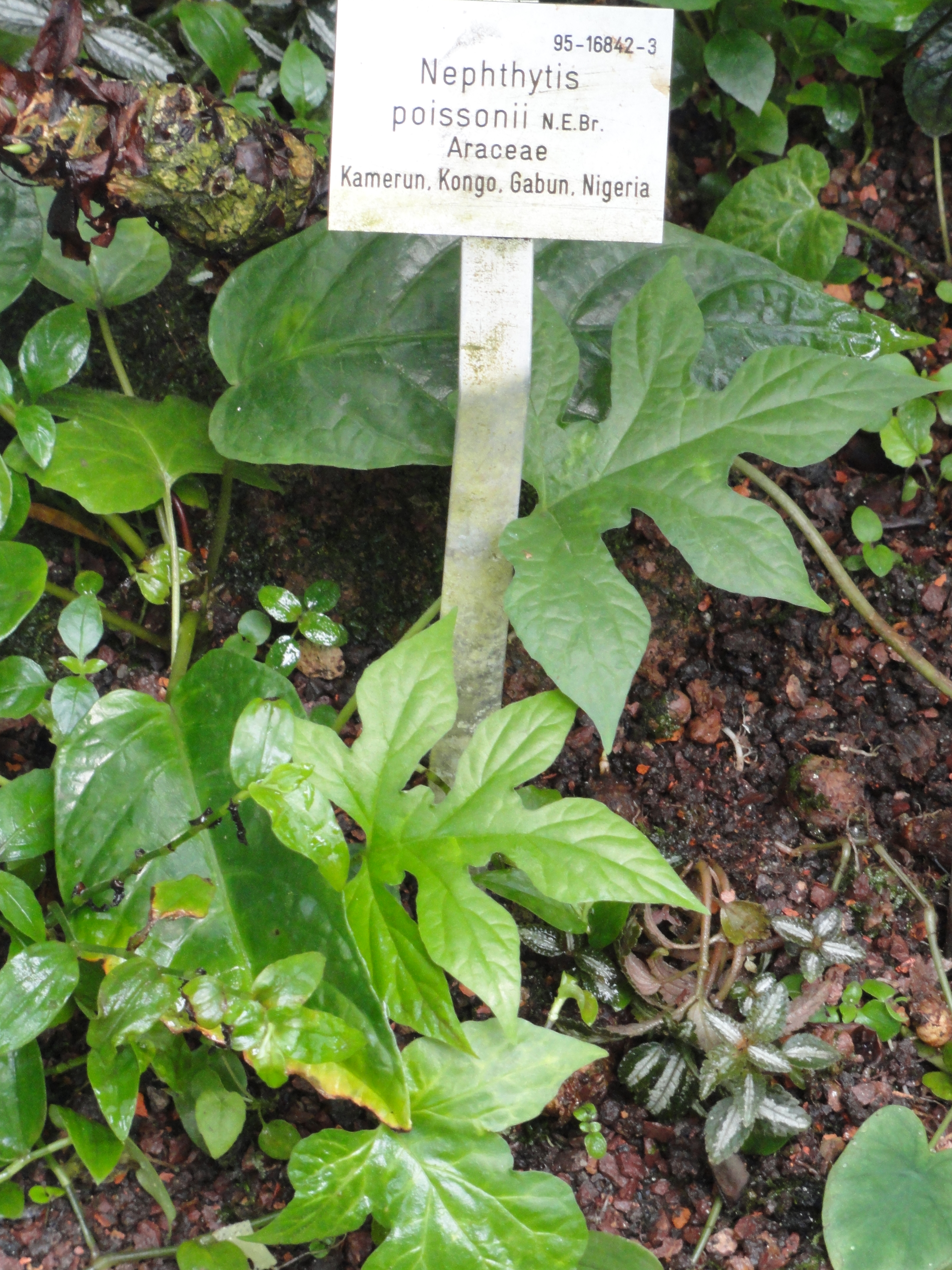
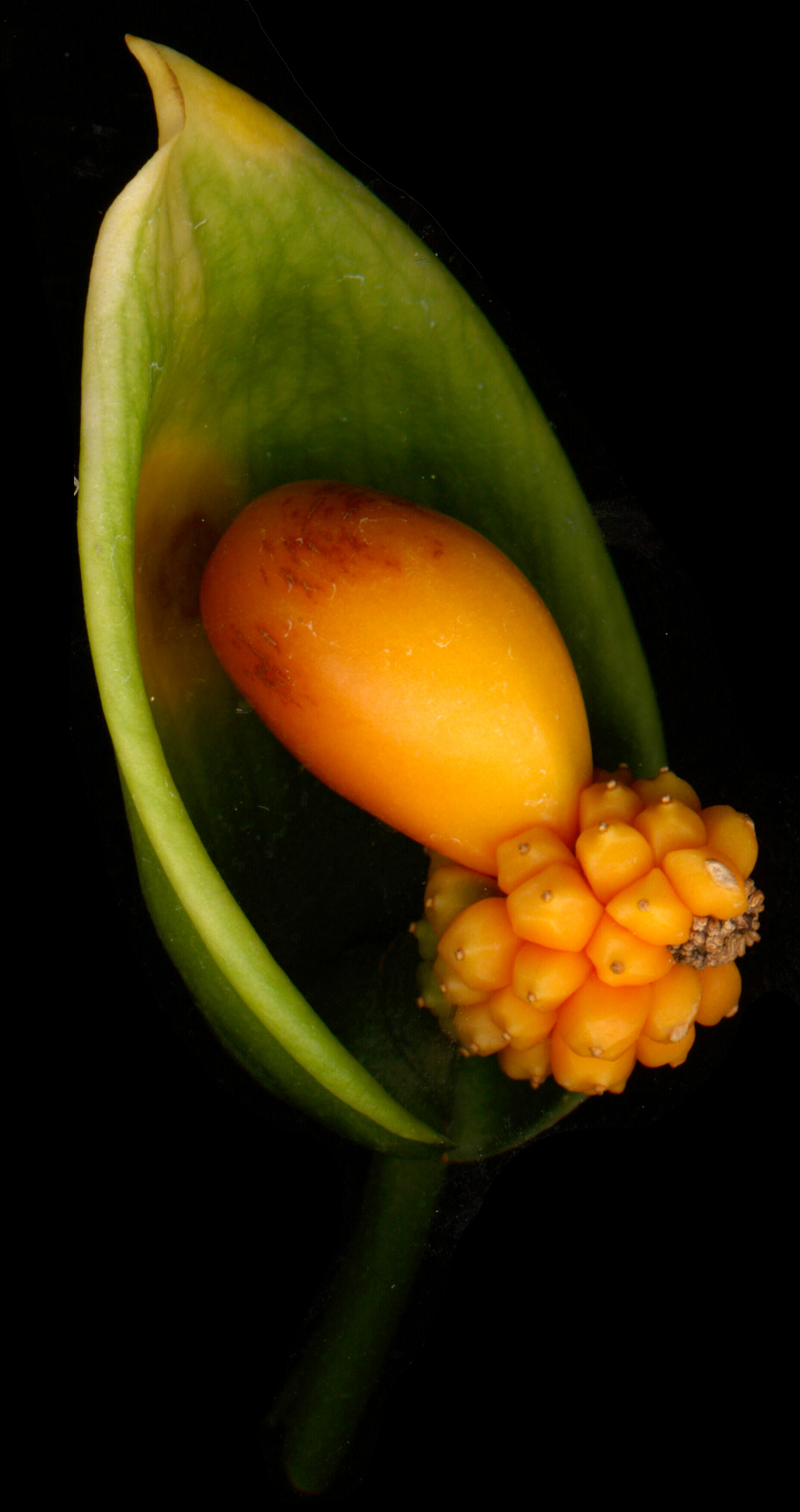